# Piros medvelepke
A piros medvelepke (Miltochrista miniata) a kvadrifid bagolylepkefélék családjába tartozó, Európában honos lepkefaj. 

## Megjelenése
A piros medvelepke szárnyfesztávolsága 2,2-2,8 cm. Feje és tora halványsárga, némi vörösesszürke szőrzettel. Potroha halványszürke, sűrű, sárgás szőrrel. A hím farpamacsa nagy, sötétszürke színű. Csápjai és lábai sárgásak, az elülső lábszáron és a hátulsó térdeken a pikkelyzet sötétebb. Az elülső szárny nyújtott, vége kissé kihegyesedő, elülső peremén hosszú kiemelkedéssel (a hímeken fejlettebb). Alapszíne pirosassárga, a töve és a közepe néha sárga. A szárny tövén és a sejtben (középen) egy-egy kis fekete folt látható. A szárnyon két harántvonal húzódik keresztül, a belső feketésszürke, halvány, gyakran szakadozott, néha nem is látható. A külső erőteljes, merészen hullámzó. A szegély élénkpiros (a hím esetében kontrasztosabb), fekete pontsorral díszített. A hátulsó szárny rózsaszínes sárga vagy sárgásfehér, a peremén halványpirosas. Az elülső szárny fonákja pirosas, a belső keresztvonal, a külső elmosódott, a hullámvonalak egymásba folynak. A hátulsó szárny fonákja élénkebb sárga, főleg az elülső szegélye.
Változékonysága nem számottevő.
Petéi tojásdadok, sötétsárgák, a nőstény egymástól kisebb távolságra rakja le őket.   
Hernyója zömök, szürke színű, nagyon erős, kefeszerű, barnásfekete szőrzettel. Bábja vörösbarna, szelvényközei világosbarnák.

### Hasonló fajok
Magyarországon nem él másik, hozzá hasonló faj.

## Elterjedése
Eurázsiában honos Észak-Spanyolországtól és a Brit-szigetektől egészen Japánig. Magyarországon mindenütt előfordul, helyenként gyakori. 

## Életmódja
Főleg a nyirkos talajú, üde, vagy ártéri erdőket kedveli, de előfordul szárazabb erdőkben is kb. 1100 méteres magasságig.      
Általában évente egy nemzedéke nő fel, imágói június-augusztusban repülnek. Melegebb években vagy délebbre két generációja (május-júliusban és augusztus-októberben) figyelhető meg. A mesterséges fény vonzza. Hernyója a fatörzseken (főleg tölgy, bükk, nyír) élő zuzmókkal, mohákkal, algákkal táplálkozik. A hernyó áttelel, majd a következő tavasszal szőrökkel kevert szövedékben bebábozódik. 

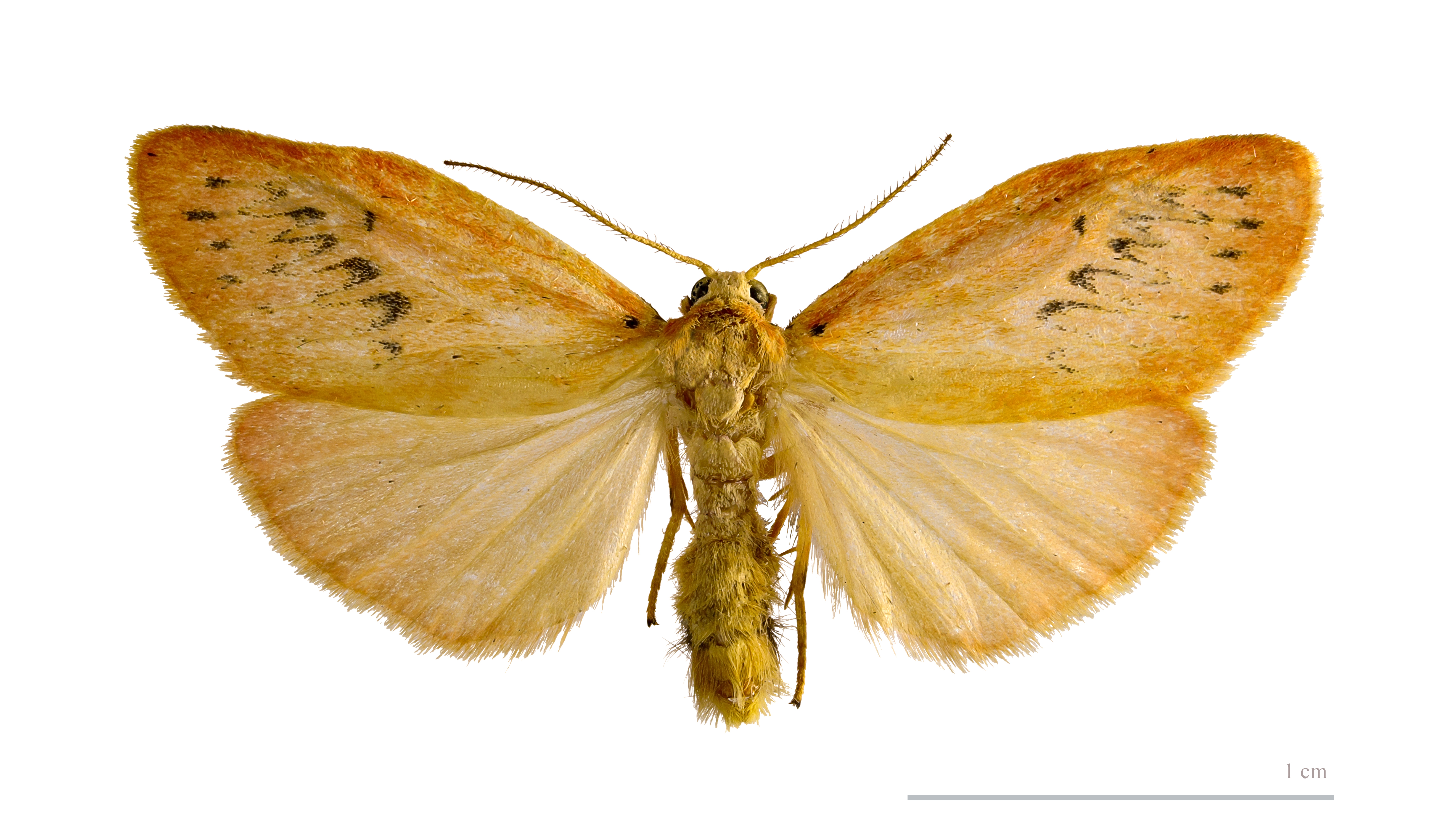
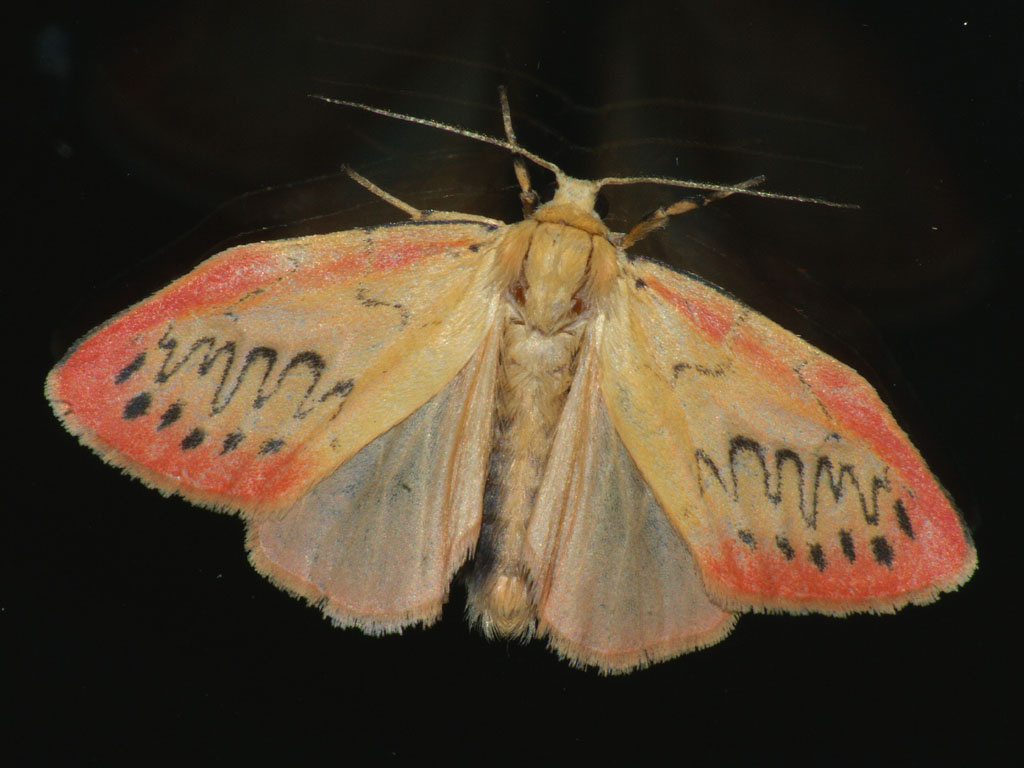
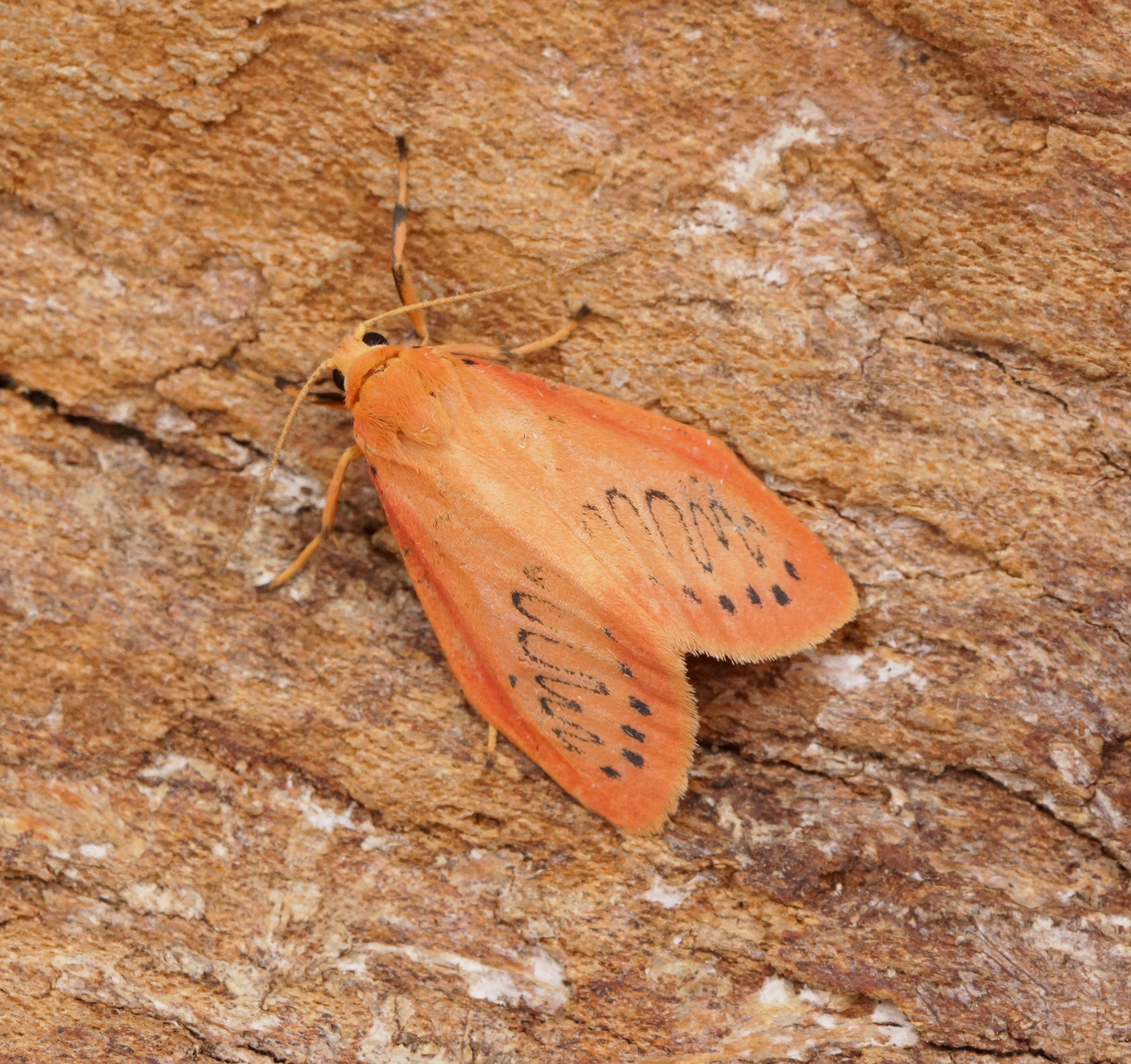
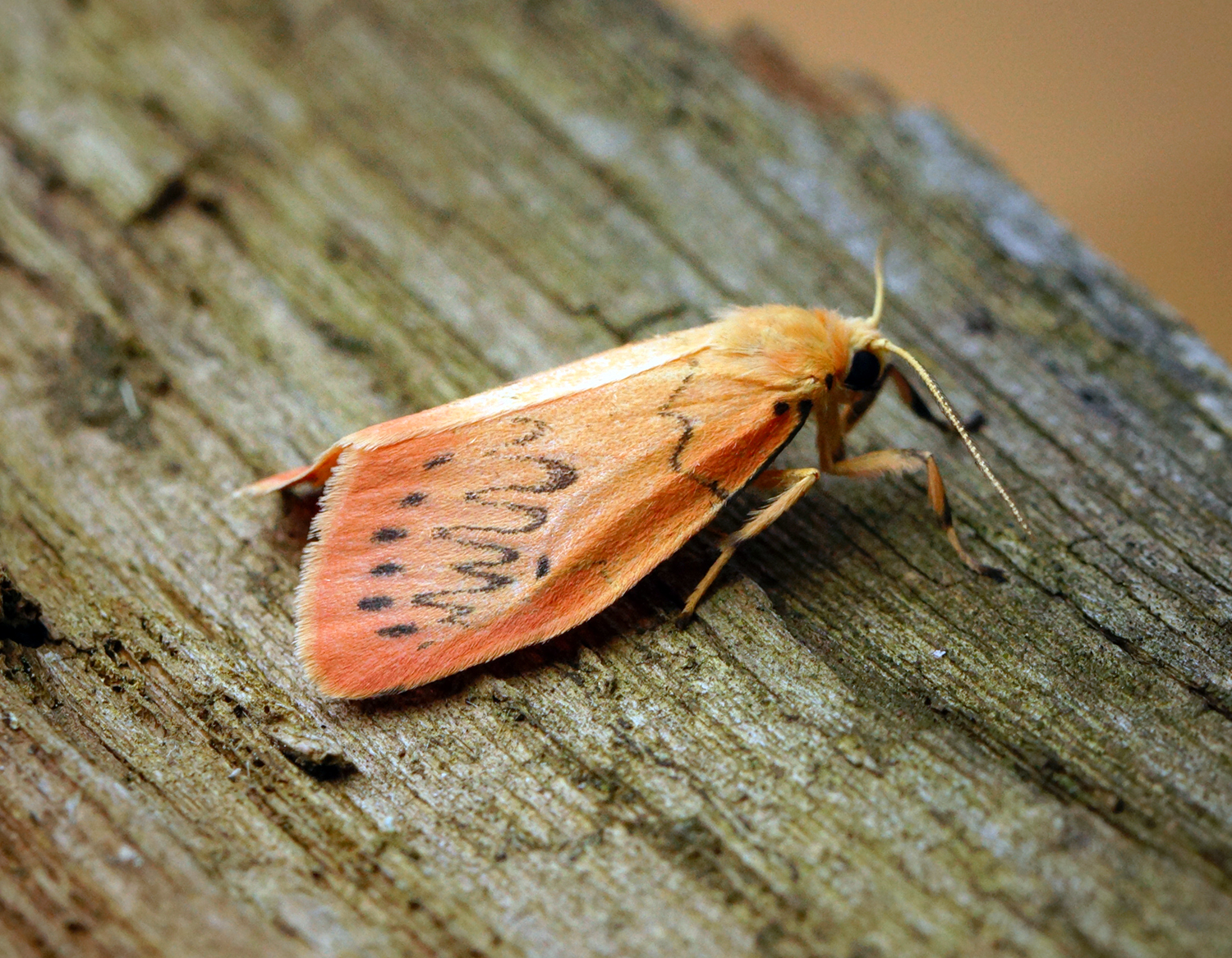
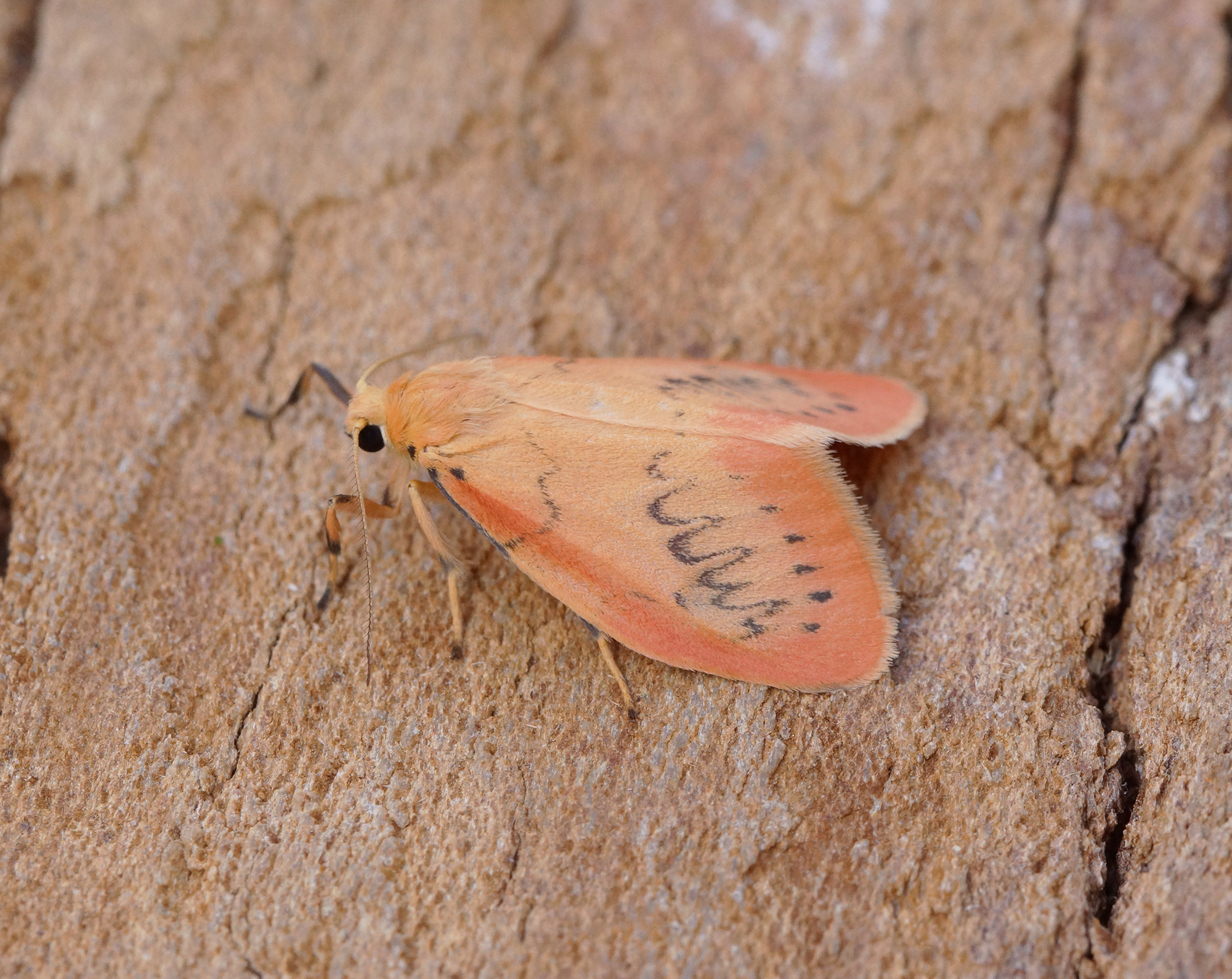

Magyarországon nem védett.